# Botiza
Botiza è un comune della Romania di 2 861 abitanti, ubicato nel distretto di Maramureș, nella regione storica della Transilvania. 
Botiza è conosciuto per la produzione di tappeti artigianali, decorati con motivi tradizionali e colorati con pigmenti vegetali.
Il comune ospita una chiesa lignea di epoca relativamente recente: una più vecchia chiesa in legno venne demolita alla fine del XIX secolo ed il materiale venne utilizzato per la costruzione di una scuola religiosa; quando quest'ultima venne a sua volta demolita, parte del materiale venne recuperato ed utilizzato per costruire la chiesa attuale.

## Immagini della chiesa lignea

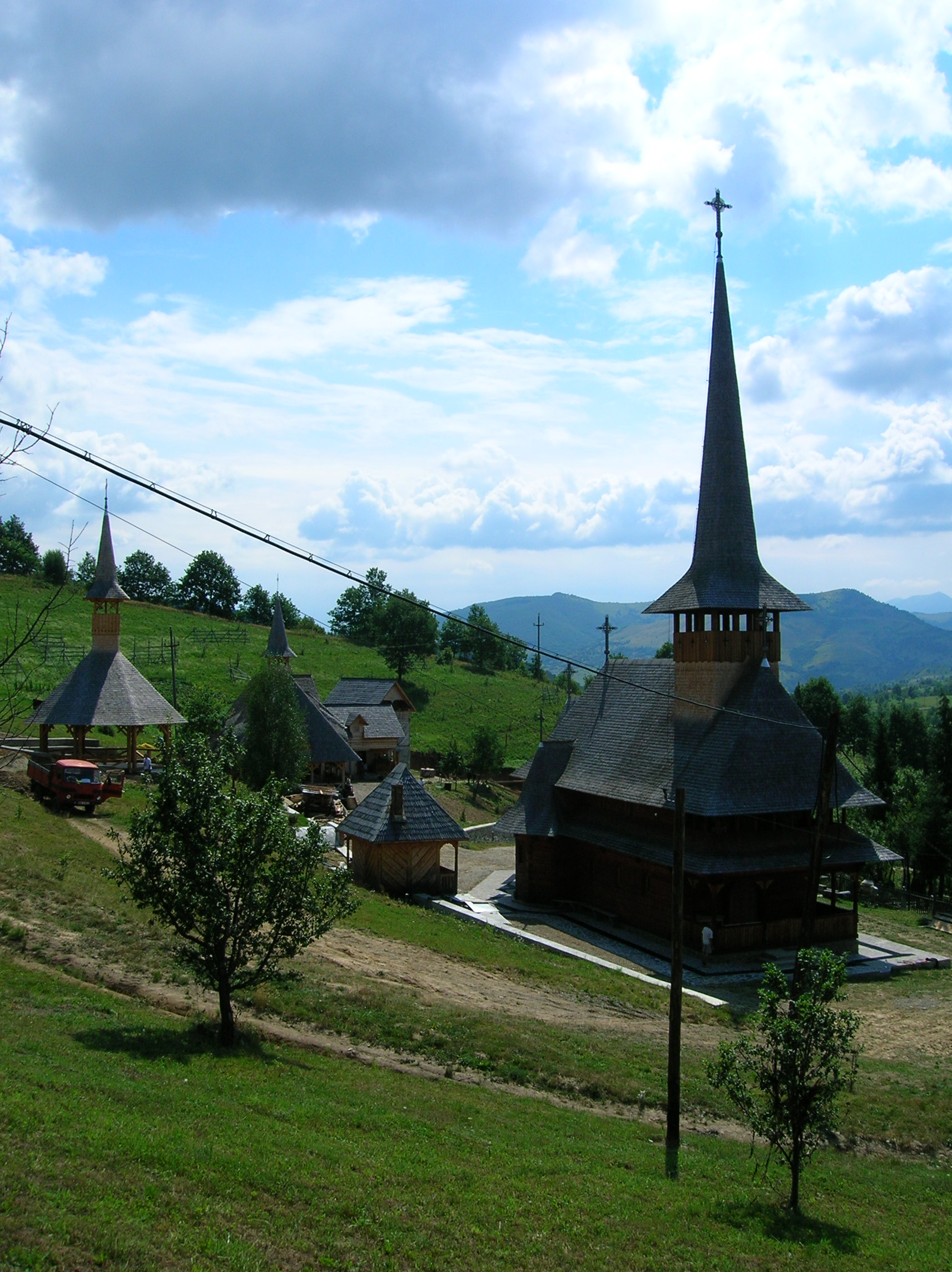
Vista del complesso
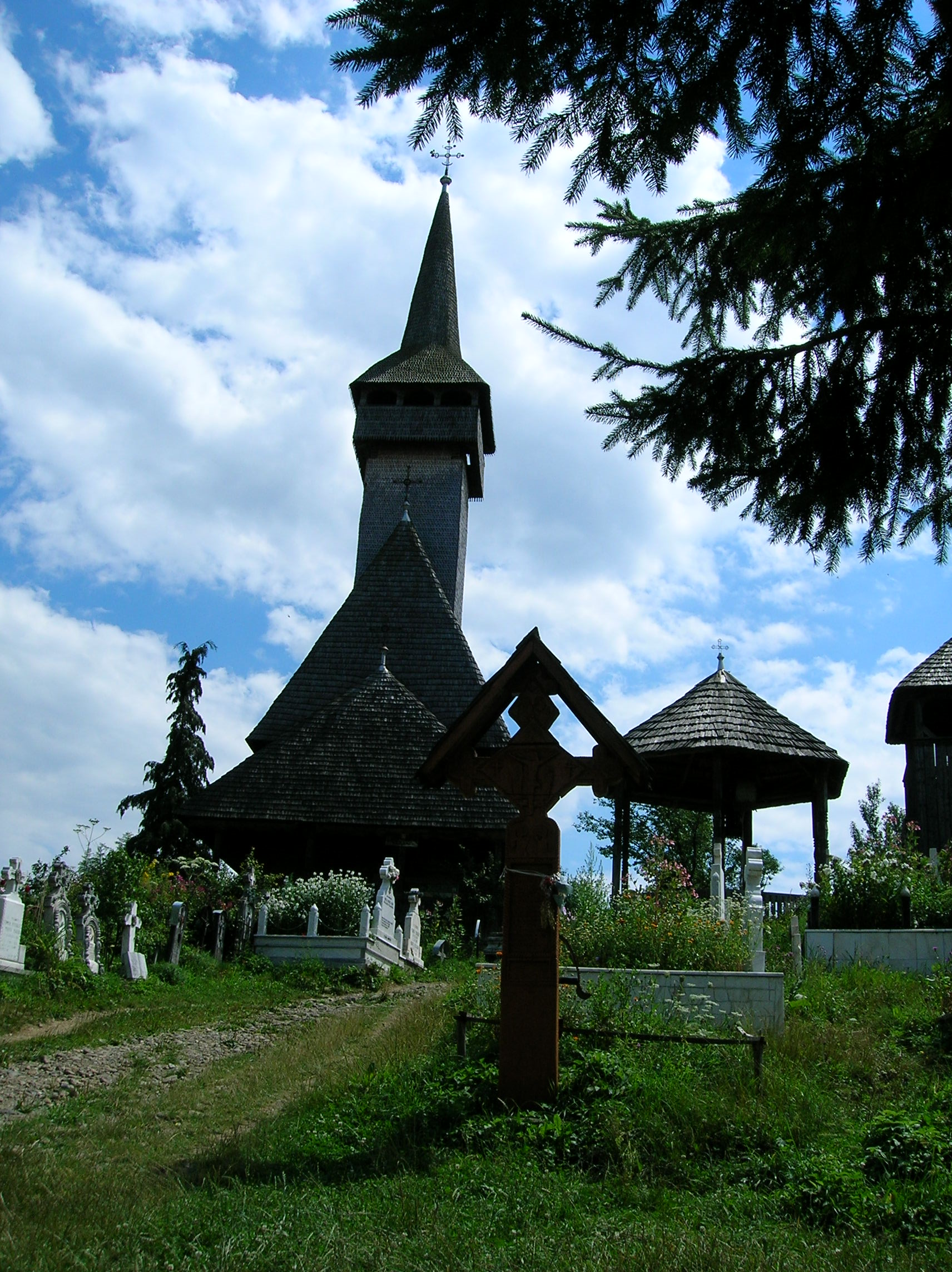
La chiesa
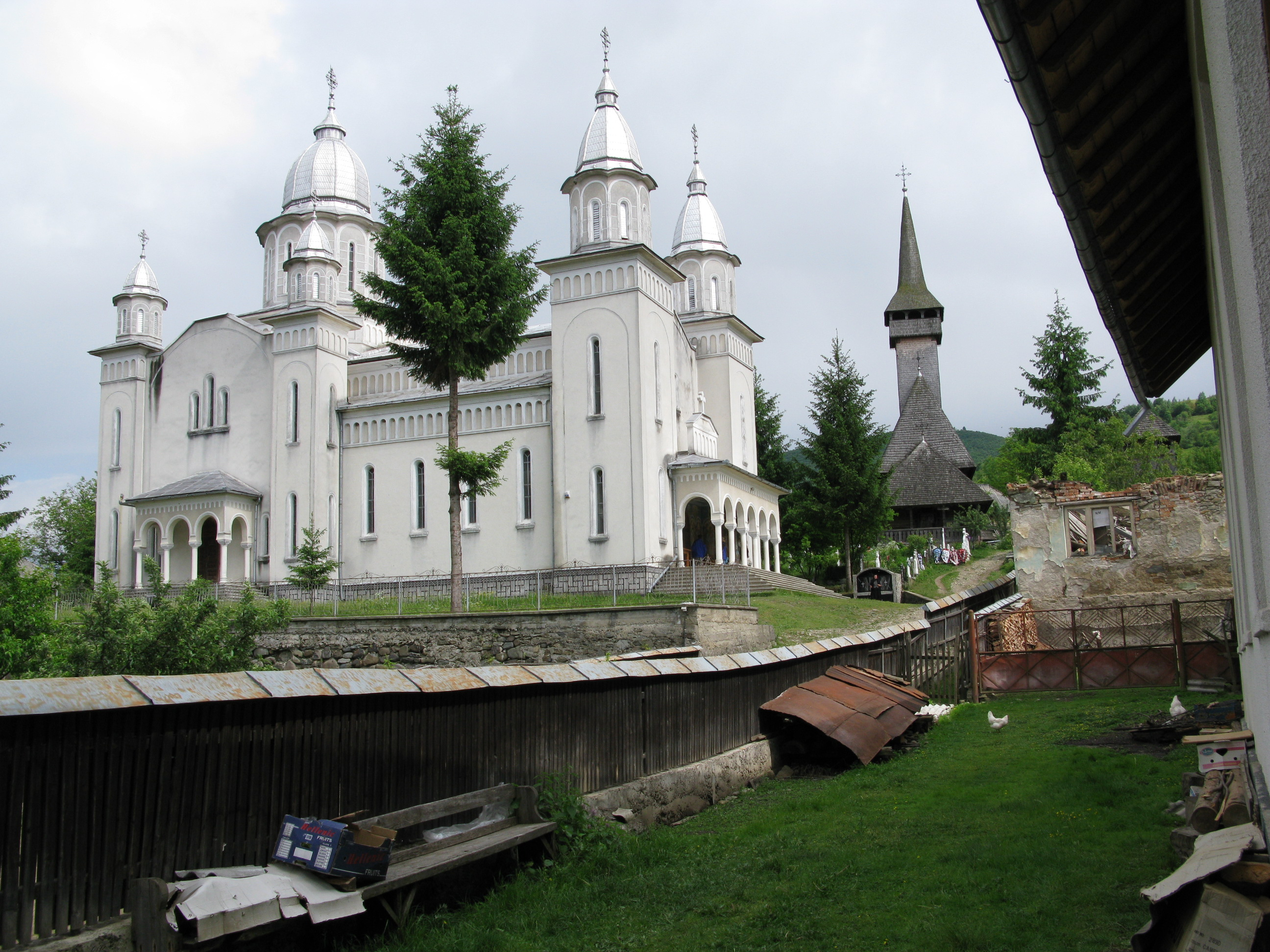
Altro scorcio della chiesa